# Europay International
Europay International — название, данное после слияния компаний Eurocard International и Eurocheque International. Штаб-квартира объединённой организации находится в Ватерлоо (Бельгия), в том же здании, где расположены EPSS (European Payment Systems Services, Обслуживание европейских платёжных систем) и MasterCard EMEA (регион сферы действия MasterCard, включающий в себя Европу, Ближний Восток и Африку).
Europay International владела следующими торговыми марками: платёжная карта Eurocard, Eurocheque (общеевропейская чековая система с бумажными чеками), ec travellers' cheque (европейские дорожные чеки на бумаге), Clip (европейский электронный кошелёк на основе CEPS).
В дальнейшем объединённая компания стала держателем таких платёжных брендов как: MasterCard (пластиковые карты), Maestro (онлайновые дебетовые карты, совместное предприятие с MasterCard International).
В 2002 году Europay International объединилась с MasterCard International для создания корпорации MasterCard, Inc. На сегодняшний день компания известна как MasterCard Worldwide.